# Paul Goma
Paul Goma (n. 2 octombrie 1935, Mana, raionul Orhei, județul Orhei, România – d. 24 martie 2020, Paris, Franța) a fost un scriitor român comunist apoi, disident anticomunist. Pentru opoziția sa împotriva regimului comunist a fost arestat și maltratat dar, datorită popularizării internaționale a cazului său, a putut să părăsească România și s-a stabilit în Franța, unde a fost unul dintre membrii marcanți ai exilului românesc.
A refuzat în 1980 cetățenia franceză și a rămas multă vreme apatrid. A stârnit dezaprobare pentru publicarea de texte antisemite, anticolegialicești/diarist antiliterare în care, deși nu nega ororile comise împotriva evreilor, le justifica drept „răzbunări legitime”.

## Biografie
Goma s-a născut în Basarabia ca al doilea fiu al unei familii de învățători români, Eufimie și Maria (n. Popescu). În 1940, odată cu cedarea Basarabiei către fosta U.R.S.S., în urma Pactului Molotov-Ribbentrop, familia încearcă să se refugieze în România, dar este întoarsă din drum tatăl arestat de NKVD și deportat în Siberia până în 1943. În martie 1944 familia Goma reușește să se refugieze în Transilvania, ascunzându-se în satele din zona Sibiului pentru a nu fi repatriați forțat sau deportați. În 1945, după ce reușește să-și procure acte false, familia Goma se stabilește în satul Buia, pe Târnava Mare iar în 1946, Paul Goma devine elev al Școlii Normale „Andrei Șaguna” din Sibiu.
În 1949, Paul Goma intră ca elev bursier prin concurs la Liceul „Gheorghe Lazăr” din Sibiu, dar în mai 1952, elev în clasa a zecea, deoarece susținuse în școală cauza unor persoane arestate și anchetate sub acuzația de anticomunism, Goma a fost arestat opt zile de Securitate și exmatriculat din toate școlile din țară dar, a reușit să se înscrie la liceul „Radu Negru” din Făgăraș, pe care l-a absolvit în iunie 1953.
În 1954 a susținut simultan examenele de admitere la Universitatea din București la Filologia română și la Institutul de literatură și critică literară „Mihai Eminescu”. A reușit la amândouă, dar l-a ales pe ultimul. Între timp Goma devenise membru al Uniunii Tineretului Muncitor. În toamna anului 1955, a avut dispute la seminarii și cursuri cu profesorii Radu Florian, Tamara Gane, Mihai Gafița, Toma George Maiorescu, Mihail Novicov și, după înfrângerea revoluției maghiare din 1956, în luna noiembrie a aceluiași an, Paul Goma și-a predat, ca protest, carnetul de membru UTM, după care a fost arestat și acuzat de „tentativă de organizare de manifestație ostilă și solidaritate cu revoluția din Ungaria”. Este reținut la Malmaison și Jilava, procesul fiind amânat de mai multe ori și abia în iunie 1957 a fost condamnat la doi ani de închisoare corecțională pentru delictul de agitație publică, pe care i-a executat la închisorile Jilava și, din 1958, la Gherla. În noiembrie 1958, a fost trimis cu domiciliu forțat în Bărăgan, la Lătești, azi Bordușani, din județul Ialomița, unde a rămas până în 1963, după ce, în 1961, i se prelungise restricția domiciliară.
Neputându-se reînmatricula în anul III la Institutul „Mihai Eminescu”, în vara anului 1965 a dat din nou examen de admitere la facultatea de filologie a Universității din București.
Din cauza romanului „Ostinato”, cenzurat în România și publicat integral în Germania Federală, la editura Suhrkamp, a fost propus în 1971 pentru excludere din PCR, în care se înscrisese în august 1968. Un an mai devreme, la Radio Europa Liberă fuseseră citite fragmente din romanul lui Goma Ușa (noastră cea de toate zilele).
În martie 1977, a publicat în revista „România literară” un scurt articol, „Pământ de flori”, în care se referă la urmările dezastruosului cutremur de pământ de la 4 martie 1977.
În ianuarie 1977, Goma a trimis o scrisoare de solidarizare cu Charta 77 a cehoslovacilor, apoi o scrisoare deschisă lui Nicolae Ceaușescu și, pe 8 februarie, o scrisoare deschisă adresată Conferinței de la Belgrad, semnată de peste 420 de persoane. Pentru aceste trei scrisori în care se cerea guvernului României respectarea drepturilor omului și care au fost difuzate de Radio Europa Liberă și de presa occidentală, a fost urmărit, arestat și maltratat de Securitate dar eliberat la intervențiile din Occident, precum de organizația neguvernamentală împotriva încălcării drepturilor omului, Amnesty International.

## Exilul
La 20 noiembrie 1977, lui Goma, soției și fiului, le-a fost retrasă cetățenia română și au fost expulzați din România. Ajunși la Paris, au cerut azil politic. Aici, Paul Goma și-a continuat lupta împotriva regimului comunist de la București și a lui Nicolae Ceaușescu. A sprijinit înființarea, în 1979, a Sindicatului Liber al Oamenilor Muncii din România (SLOMR), comparabil cu sindicatul liber polonez „Solidarność”. Ca reacție,   a fost ținta unei tentative de asasinat - unui atac cu colet-capcană - pusă la cale de regimul de la București.
Paul Goma a fost exclus în 1977 din Uniunea Scriitorilor din România.
Goma a fost cetățean român, conform unei informări a Ministerului de Interne. 
Lupta sa împotriva comunismului a luat cu timpul un aspect din ce în ce mai naționalist și eurosceptic și în 1980 a refuzat cetățenia franceză. Scriitorul Andrei Țurcanu a anunțat la 25 aprilie 2013, că Paul Goma a primit cetățenia Republicii Moldova.

## Activitatea literară și civică
În România a publicat la Editura de Stat pentru Literatură și Artă romanul Ostinato și a debutat la revista Luceafărul cu povestirea Când tace toba (1966). În vara anului 1967 a trimis în occident prima variantă necenzurată a romanului Ostinato.
În august 1968 a avut loc lansarea volumului Camera de alături. În acel an, Goma a făcut cerere de aderare la PCR (Partidul Comunist Român) și-n august 1968, la Uniunea Scriitorilor a avut loc ședința de primire în PCR a unor scriitori, Mariana Costescu, Aurel Dragoș Munteanu, Adrian Păunescu, Alexandru Ivasiuc și Paul Goma.
În 1969, la Uniunea Scriitorilor a fost criticat pentru publicarea romanul „Ostinato” în Occident.
În aprilie 1970, a predat romanul Ușa editurii Cartea Românească, fiind respins de Marin Preda și Mihai Gafița, după ce Alexandru Ivasiuc „decodificase” două personaje din carte ca fiind cuplul Ceaușescu. Manuscrisul romanului a fost expediat în Occident.
În octombrie 1971, a apărut în limba germană, publicat de editura vest-germană Suhrkamp, romanul Ostinato, lansat la târgul de carte de la Frankfurt. Goma a apărut la stand cu acest roman și cu titulatura de „carte interzisă în România”. Ca reacție, Dumitru Popescu a propus excluderea lui Goma din PCR, pentru că „a pus în mâna dușmanului o armă cu care să lovească în patria noastră”. Îl anatemizează Eugen Barbu, Titus Popovici, Dinu Săraru, dar îl apără Mihail Novicov, Ion Lăncrănjan, Mihai Ungheanu și Darie Novăceanu.
În 1972, a apărut tot la Suhrkamp ediția germană a romanului Ușa, în 1974 ediția franceză la editura Gallimard. Cu aceste cărți, Paul Goma intră în circuitul european, dar și în conflict deschis cu autoritățile comuniste de la București, conflict culminat cu mișcarea „Carta 77” și soldat cu arestarea și detenția sa la penitenciarul Rahova.
După 1989 i s-au publicat în România articole în revistele Vatra, Familia, Timpul, Jurnalul literar.

### „Săptămâna roșie”
În 2002, Paul Goma a publicat eseul antisemit „Săptămâna roșie 28 iunie-3 iulie sau Basarabia și Evreii”, în care descrie „atrocități comise de populația neromână, în special, întreaga minoritate evreiască - variantă care a fost atenuată în edițiile ulterioare - în timpul retragerii trupelor și administrației române din Basarabia și Bucovina, ca urmare a ultimatumului sovietic din iunie 1940”. Autorul ia apărarea lui Ion Antonescu stabilind o legătură cauzală și cronologică între crimele de război comise după 22 iunie 1941 (momentul declanșării războiului împotriva URSS) de regimul antonescian împotriva evreilor și ceea ce autorul numește „răzbunarea pentru faptele reprobabile din anul precedent”.
Săptămâna roșie nu este un studiu istoric, ci un manifest politic de reinterpretare a istoriei. Potrivit criticilor, eseul se bazează pe surse, din care Goma alege numai citatele care îi pot susține tezele și care acuză întreaga populație de evrei (250.000 de evrei basarabeni) de faptele câtorva militanți comuniști. Politologii și jurnaliștii care comentează Săptămâna roșie apreciază că lucrarea este antisemită și se plasează în literatura negaționistă în cadrul categoriei de scrieri care „trivializează prin comparație”. Documente cu privire la evenimentele descrise în eseu mai sunt cuprinse în arhiva armatei române și în lucrări publicate de istorici cu renume, spre exemplu Dinu C. Giurescu.
În fața acestor critici, Paul Goma a încercat să-și amelioreze lucrarea, sporind sursele și renunțând la anumite aproximații: eseul a fost revizuit de câteva ori între anii 2002 și 2005. Prima ediție tipărită a apărut la Editura Museum din Chișinău (2003), a doua la Criterion Publishing House, București (2003), iar a treia la Editura Vremea, București (2004).

## Activitatea politică
A făcut opoziție regimului comunist pentru care a fost arestat și maltratat;
Paul Goma a făcut parte pentru opt zile din Comisia Prezidențială pentru Analiza Dictaturii Comuniste din România, din care a fost îndepărtat datorită pozițiilor sale extremiste de mai sus.
Goma mai este considerat drept negaționist al Holocaustului din România și din cauza opoziției sale față de Raportul Comisiei Wiesel.

## Viață personală
Goma a fost căsătorit cu Ana Maria Năvodaru, de origine evreiască, cu care a avut un copil.

## Deces
Pe 18 martie 2020, Paul Goma a fost internat la spitalul La Pitié Salpêtrière din Paris, infectat cu coronavirus și a murit în noaptea din 24 spre 25 martie 2020.

## Volume publicate
- Camera de alături (1968)
- Ostinato (1971)
- Ușa noastră cea de toate zilele (1972)
- Gherla (1976)
- În cerc (1977)
- Garda inversă (1979)
- Culorile curcubeului '77 (1979)
- Patimile după Pitești (1981)
- Chassé-croisé (1983)
- Soldatul câinelui (1991)
- Bonifacia (1986) [26]
- Din Calidor (1987)
- Roman intim (1989)
- Arta refugii (1990)
- Astra (1992)
- Sabina (1991)
- Adameva (1995)
- Amnezia la români (1995)
- Scrisori întredeschise – singur împotriva lor (1995)
- Justa (1995)
- Jurnale [Jurnal pe sărite, Jurnal de căldură mare, Jurnal de noapte lungă} (1997-2004)
- Jurnal de apocrif (1999)
- Garda inversă (1997)
- Altina – grădina scufundată (1998)
- Alte jurnale (1998)
- Jurnalul unui jurnal (1998)
- Scrisuri (1972-1998)
- Infarct (2001)
- Basarabia (2002)
- Săptămâna roșie, 28 iunie – 3 iulie 1940 sau Basarabia și evreii, ed. I-VIII (2003-2010)

## Premii și distincții
- „Chevalier dans l'ordre des Arts et des Lettres”, 1986
- Cetățean de onoare al orașului Timișoara din 2007 [27]
- Premiul Academiei de Științe a Moldovei pentru diaspora „Paul Goma”, 2015
- Premiul Academiei Suedeze de Filologie din Upsalla, decernat la 29 martie 1981[necesită citare]